# Gehyra kimberleyi
Espèce
Gehyra kimberleyi est une espèce de geckos de la famille des Gekkonidae.

## Répartition
Cette espèce est endémique du Nord de l'Australie-Occidentale.

## Étymologie
Son nom d'espèce lui a été donné en référence à son lieu de découverte, le Kimberley.

## Publication originale
- Börner & Schüttler, 1982 : An additional note on the Australian geckos of the genus Gehyra. Miscellaneous Articles in Saurology, vol. 12, p. 1-4.